# 阪神851形電車
阪神851形電車（はんしん851がたでんしゃ）は、かつて阪神電気鉄道が保有していた鉄道車両で、続いて製造された861形・881形の各形式ともども新設軌道線（阪神本線系統）の急行系統を中心に運用され、特徴ある貫通扉のデザインをはじめ阪神間モダニズムの影響を大きく受けた内外装を持って登場した、昭和戦前期の阪神及び関西私鉄を代表する車両のひとつである。本項目では861,881の各形式についても併せて紹介する。

## 久しぶりの新造車
1930年代中期から後期にかけて阪神間の鉄道は大きな変貌を遂げた。それまで中長距離輸送主体だった国鉄が、1934年7月の吹田 - 須磨間電化に伴う省線電車開通と同時に、大阪 - 神戸間で急電の運転を開始、都市間輸送にも積極的に参入するきっかけとなった。一方の私鉄側も1933年の阪神本線の神戸市内地下化工事完成、1936年3月の阪神本線神戸市内地下線が元町に、4月には阪急神戸線が三宮にそれぞれ延長、1939年3月には梅田駅が地下化されるなど、現在につながる路線やインフラなどが省線電車開業の前後数年間に完成した。
阪神では地下化工事に着手するとともに、木造車の301,311,321,331の各形式の鋼体化工事を推進、すでに1001,1101,1111,1121の各形式が登場していたが、最後の331形から1141形への改造工事に取り組んでいた1936年2月、翌月の元町延長に伴う所要車両数の増加に対応して、急行電車用に7年ぶりの新車として、1001形各形式の鋼体化における成果を採り入れ、急行用にふさわしい新車として大きくモデルチェンジした851形を増備することとなった。

## 概要
851形各形式は、以前急行用として製造された801,831形が3扉であったのに対し、この時期には新設軌道線から併用軌道区間が消滅していたことから、1001形各形式同様2扉でゆったりとしたロングシートを採用したほか、車体長を1m延長して約14.7mとし、1001形とは異なり1,4位の乗務員扉上部に行先方向幕を設け、側窓も車掌台側の小窓を除き大型窓を配した、d1D6D11dの側面窓配置を各形式共通仕様として製造された。また、車体はこの頃から一般的となった溶接を多用してリベットレス化を推進、極めてスマートな外観となった。更に、すでに阪神の特急は小型車とはいえ4 - 6連という、当時としては長編成を組んでいたことと、地下線内を走行することから、明瞭な車内案内のために当初から車内放送装置を設けていたことが特筆される。
851形各形式を特徴づけることとなった前面は、801形までの中央配置に対して831形や1001形各形式同様進行方向左側に置いただけでなく、それまでの全室運転台を改めて半室運転台を採用、運転台として使用するときには当時珍しい曲面ガラスを用いた仕切扉で客室と分離、車掌台や貫通路部分は乗客に開放することで収容力の拡大を図っていた。また、この時代の阪神ではすでに3 - 4両連結して編成を組んでいたが、中間車に組み込まれる時は仕切扉を畳んで運転機器を覆い、運転台にも客を入れられるようにしていた。
貫通扉には折り戸を採用した上で、展望効果とデザイン性を狙って従来車と異なって全面ガラス張りといっていいくらいに窓部分の天地寸法を拡大、そのガラス張り貫通路が先頭に来たとき、貫通扉に斜めに取り付けられた手すりがいいアクセントになって店の入り口のように見えることから、鉄道ファンには「喫茶店」と呼ばれていた。
この他、パンタグラフは一部の例外を除き、奇数車大阪向き、偶数車神戸向きに取り付けられ、連結器は急行車共通のバンドン式密着連結器を取り付けていた。
ちなみに、851形の計画時には車体長19m、車体幅2,800mmの大型車として製造することも計画されていた。しかし、「阪急勝つか、阪神勝つか」とマスコミで大きくあおられていた阪急の三宮延長に対抗するため、施設改良に時間のかかる大型車の導入は見送ることとなった。この結果、阪神の車両大型化はその後の戦災や度重なる自然災害からの復興に多大なエネルギーを割かれたことから、1954年の3011形の登場まで20年近く待たされることとなった。

## 形式別概要
各形式の概要については以下のとおりである。

### 851形
1936年4月からの神戸市内地下線元町延長に伴う運用増に伴い、1936年2月に851 - 857の7両が日本車輌製造で製造された。新車としては7年ぶりの製造であった。
車体は1111形以来の幕板の明かり窓もそのまま継承され、前面は正面の雨樋を緩やかなカーブで下げ、その上に水切りを取り付けてアクセントとしていた。また、車両の溶接技術も進んだことから、同時期に登場した1141形同様車体裾部以外はノーリベットで登場したほか、アンチクライマーも省略された。正面貫通扉は縦長の窓ガラスを使用した2枚折戸となり、大型ガラス防護と手すりを兼ねた金属パイプが斜め方向に設置された。
台車及び電装品は、台車が831形841,842及び1001形1015,1016で試用した両抱き式ブレーキとローラーベアリングを本格的に採用した汽車製造製ボールドウィン78-25AAを装着、モーターは東洋電機製造製TDK-513T、制御器は芝浦製作所製のRPC-51、ブレーキはAMM自動空気ブレーキ、パンタグラフは芝浦製作所製RPG-17Fをそれぞれ装備した。
このうち、857は台車にカバーを取り付けた姿で登場し、そのために乗務員扉下のステップがなく、屋根上に釣合空気溜を移設していた。カバーを取り付けた理由は不明ではあるが、騒音や粉塵の飛散防止が目的であると推測されている。カバーはほどなくして取り外され、機器の配置も他車と同一になった。

### 861形
851形の登場後、元町延長や沿線の海岸部に多くの工場が進出したことによって特急を中心に利用者が大幅に増加、更なる増発・増結が求められるようになった。このため、1937年7月には851形の仕様を若干変更した861形861 - 877の17両が川崎車輌で新造された。851形との変更点は以下のとおり。
- 車体は溶接構造となり、リベットが省略された[1]。
- 正面の雨樋を直線に変更した。
- 台車は当時のベアリング製品では最高級であるスウェーデンSKF社製ローラーベアリングを使用した川崎製ボールドウィン78-25AA台車に換装した。
- ブレーキ装置をAMA自動空気ブレーキとした。
- パンタグラフを東洋電機製造製のPT-11Aに換装した。

このように、戦前の鉄道車両の製造技術が質量ともに頂点を迎えた時期に製造されたことから、同時期に登場した併用軌道線（国道線・甲子園線・北大阪線系統）の「金魚鉢」こと71形同様、できばえも装備品も優れた車両として登場した。

### 881形

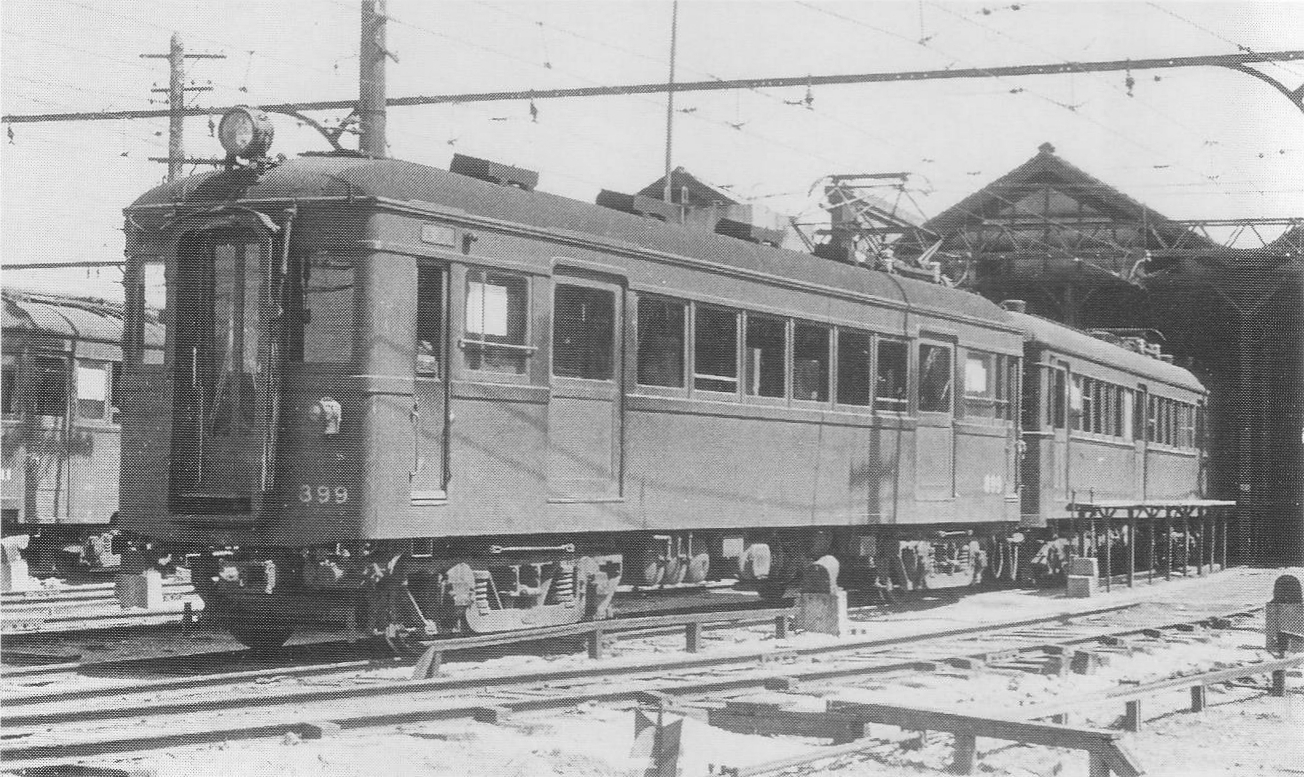
899（1947年4月3日撮影）

日中戦争の勃発後、金属・機械の重工業や軍需工場が沿線に続々と立地し、併せて1939年の梅田駅の地下移転に伴って更に利用者が増加、特急・臨時急行の輸送力増強が喫緊の課題となった。同年6月に鉄道省に対して881形30両の増備申請を行い、12月に認可されて全車川崎車輌において製造が開始されたが、物資統制が厳しくなったこともあって、最初の15両が登場したのは1941年8月の中等学校野球輸送（大会は地方大会の途中で中止）からで、1942年には残り15両が登場したが、そのうち10両（896 - 900,902 - 904,908,909）は太平洋戦争中の資材不足のため阪神初のモーターなし車両（制御車）として登場した。このほか、戦時体制に入ってからの就役となったことから、併用軌道線の201形同様、それまでの車両から内外装とも簡素化された形で登場した。
灯火管制に配慮するため、幕板部の明かり窓を廃止した。。乗降時の混雑緩和を図るため、扉の幅を従来の1100mmから1220mmに拡大、それに伴って車掌台後ろの小窓の幅を550mmから315mmに縮小、ウインドシルが平帯となった。屋根は、運転台上部の水切りがなくなったほか、キャンバス張りとなった。
座席定員も従来の46名から8名減少した38名となり、袖仕切がパイプ製のものとなった。室内灯が従来の中央に配置したグローブ型から、管球を左右2列配置した形に変更した。
モーターを東洋電機製造製のTDK-596Aに変更した。台車は、第二次世界大戦が始まっていたためにローラーベアリングの輸入ができなくなっていたことから、軸受はプレーンベアリングに変更されたほか、搭載したモーターの関係でホイールベースが2030mmに延長され、バネ構造及びイコライザーの形状が変わったが形式名は変わらなかった。
連結器の両側に電気連結器を取り付けた。これは、併用軌道線の71形における使用実績に鑑みて取り付けられたもので、高速電車としては初期の電気連結器採用例であるといえる。バンドン式連結器の両側に設置されたが、床下機器が狭く母線の振り分けが困難なこと、連結器のガスケット（パッキン）の交換が不便なこと、降雨時にはデッドアース（短絡）が発生するなどの不具合があり、初期不良とはいえ以後は採用されず、再びジャンパ栓とケーブル使用に戻された。
881形の新製時に、申請した両数が30両と多く、しかも全車が電動車であったことから鉄道省では認可に難色を示し、なかなか製造認可が下りなかった。そのため、阪神では881形が15mに満たない小型車であり、当時の省線電車の代表的な形式であるモハ41形に比べると客室面積がその6割しかないことや、小型車ゆえに大出力モーターを搭載することができずMT編成を組成できないことから、やむなく全車電動車として申請していると説明した。その際、鉄道省側からは、「車両が足りないというのであれば、併用軌道線用の車両を新設軌道線で運用できないのか」といった照会があったそうである。
その後、1942年に881形15両の新造計画が立てられたが、資材不足のために実現することはなく、同年に登場した896 - 910の15両が、阪神における車長14 - 15m級の小型車最後の新造車となった。

## 運用

### 戦前の851形
851形は、1936年3月の神戸市内地下線元町延長に合わせて登場、期待の新車として、801,831形などと混結して3 - 4連で特急運用を中心に充当され、翌月に三宮延長を果たした阪神急行電鉄の900系・ 920系や、同じく4月から阪神の元町延長に対抗して急電を元町駅に停車させるようになった、省電の代表車であるモハ52系、モハ42系を向こうに回して三つ巴の激しい乗客獲得競争を繰り広げることとなった。
翌年の861形増備後からは同形式で基本3連と付属2連を組成、付属編成の増解結をこまめに繰り返すことによって3 - 5連のきめ細かな運用を行っていた。創業以来阪神は全車電動車であり、ラッシュ時の5連運用においても全車がパンタを上げて走行する姿が見られ、迫力あるものとして鉄道ファンの羨望の視線を浴びた。
また、881形は登場当初、電気連結器を装備していたために同形車のみで編成を組んでおり、881形の第一次増備車が登場した翌年の1942年3月16日から、急行系車両の6連運用が開始された。同時に、この頃から881形と他形式との併結運転が開始されたが、そのときの電気回路の接続は電気連結器ではなくジャンパケーブルを使用した。
881形の電気連結器は不調のため撤去され、戦後には904の下り方にのみ残されていた。その後、電気連結器は2007年に登場した1000系まで阪神では採用されなかった。

### 戦時下の運用と戦災
881形のうち、制御車として登場した車両と電動車として登場した車両の番号が混在しており、しかも制御車として登場した車両もパンタグラフを搭載していたため、増解結時に制御車だけを切り離して本線上で立ち往生、といった事態が発生した。このため、登場後間もなく制御車と電動車の番号振替を実施、896 - 900を電動車に、901 - 910を制御車に整理し、制御車のパンタグラフを取り外したが、この時に896が偶数車ながら大阪側にパンタグラフを搭載し、901が逆に神戸側にパンタグラフを搭載するという、通常の車両と逆配置で登場した。
戦火が激しくなるにつれて、重要物資の統制による資材不足から故障が多発、881形の電気連結器も雨水浸入によるアース発生で電気配線を焼損する事故を多発させたことから、881形の編成においてもジャンパケーブルを使用することとなった。また、せっかく開始した6連運行も故障車両の増加による車両不足のため、1943年7月10日から再び5連運用に戻った。このような状況においても稼動車両の確保に努めていたが、太平洋戦争末期の1945年になると戦災の上に事故が重なって車両不足は深刻なものとなってしまった。
4月23日未明に三宮駅構内で発生した火災によって851形各形式のうち10両が全焼、6月15,22日の尼崎空襲で883,895が半焼、874が中破した。これらの車両のうち三宮構内被災車は1946年6月29日付でいったん廃車されたが、1948年までに制御車として車籍復活、その後1952年までの第二次整備で電動車として復旧した。この他、881形の未電装車輌のうち、被災車904,905以外の8両は1948年に電装取り付け工事が実施され、晴れて電動車となった。

### 戦後復興への長い道
残った車両も酷使がたたって終戦直後には稼働率が極端に低下、ついには国道線で代行輸送を行うところまで落ち込んでしまった。ただ、そのあとの復旧の勢いは目覚しく、終戦からわずか4ヶ月後の12月30日には関西大手私鉄では戦後初の急行運転を開始、ライバルの阪急神戸線や省線電車の先を行く復旧ぶりであった。
また、この時期には在籍車両の半数近くが被災した601形や電装品の故障に悩まされて車両の稼働率が低下した1001形各形式の応援に、801,831形ともども普通運用に充当されることもあった。しかしながら復興は二歩前進、一歩後退のペースで、1947年7月には住吉駅 - 御影駅間の架線切断によるデッドアースで853が全焼したほか、1948年6月には897と制御車として復旧したばかりの904が尼崎車庫構内の火災が延焼して全焼、再度工場で復旧工事が施された。
それでも復興は着実に進み、1947年ごろから数年間は窓周りをクリームイエローに塗ったツートンカラーの車両が登場したほか、側面のナンバーの字体も現在の縦長ゴシックとなった。1949年5月には5連運用が復活、1950年には梅田 - 三宮間の所要時間が戦前並みの36分まで短縮、同年秋にはジェーン台風の被害を受けたものの、前述のように1952年までには戦前の最盛期に近いレベルまで復興した。

### 最後の小型車
851形各形式は戦後しばらくの間も阪神の主力車であったが、1954年の3011形に始まる大型車の登場以降は、主力の座をこれらの大型車に譲ることとなったものの、1950年代後半まではステップを取り付けられた上で大型車に伍して急行や準急を中心に運用された。
1954年12月15日に発生した摂津車輌の火災において864,871,883,905の4両が被災したが、そのうち864と905の2両は翌1955年12月15日に廃車、905は当初制御車として登場し、戦災復旧車でもあったことから、電動車として運用されたのはわずか数年であった。
1956年までに正面のエアインテークに標識灯を増設し、車内照明を蛍光灯に改造したほか、801形の制御器を1101,1111,1121形のPC-5に換装したことから、1957年までに被災復旧車はPC-4A、その他の車両はPC-Hと、自動加速専用に簡素化された制御器に換装した。この他、1958年には阪神パークで開催された科学博をPRするために881形5連の車体をクリームイエロー、屋根をグレーに塗った特別塗装車を登場させた。
その後も大型車の投入が進んだが、1950年代後半の新設軌道線は併用軌道線から71形を借用して小型車を捻出するほど車両数が不足していたほか、1960年代初頭は普通用の「ジェットカー」各形式を増備して普通を高性能化することで全体的なスピードアップを図ったことから、置き換え対象とならなかった851形各形式は5 - 6連で急行や準急を主体に運用を続けただけでなく、ジェットカー量産車である5101・5201形登場前にはラッシュ時の普通運用に投入されることもあったほか、2連で西九条開業前の伝法線（現在の阪神なんば線）の運用にもつくことがあった。
1963年2月のダイヤ改正で小型車の運用が朝ラッシュ時に限定されるようになり、前後して71形が併用軌道線に引き上げたことから、851,852の2両が着脱式のステップを取り付けて武庫川線の運用に充当されるようになった。その後、851，861形全車と881形の一部の台車が801,831形の廃車発生品の台車と交換され、捻出されたボールドウィン台車は7801系の付随車である7901形のうち34両に流用された。
851形各形式の淘汰は1964年から開始され、5月に2両が廃車されたのを皮切りに6,8月に各5両、9月に4両が廃車され、1965年には6月に7両、8,11月に各6両が廃車されたほか、851,852に代わって881,882が武庫川線運用に充当されるようになった。この時点で851形各形式は17両が残るのみとなり、同年11月8日午前7時38分甲子園駅発の梅田行き区間急行を最後に阪神本線から撤退、同列車は約1,200人にも及ぶ満員の乗客を詰め込んで梅田駅に到着、何のセレモニーもなく静かに運用を終えた。
しばらくは予備車として残留していたが、12月に半数近い8両が廃車、1966年には残った9両のうち3両が廃車、5両が休車となって営業車として残ったのは881のみであった。休車のうち2両は4月に廃車、残った3両も11月に廃車された。
武庫川線の運用が1967年3月20日から3301形に置き換えられたため、阪神の小型車の旅客営業運転も終了した。881は保留車となった後、同年9月11日付で廃車された。これにより大手私鉄で初めて吊掛車が完全に淘汰されたと同時に、ここに創業以来60数年に及ぶ阪神電鉄の小型車の歴史に幕を下ろした。

## 私鉄譲渡
一部車両は地方私鉄に譲渡されている。その概略は以下の通り。

### 京福電気鉄道（福井支社）
京福電気鉄道には福井支社（現えちぜん鉄道）へ861形3両（867,875,877）が譲渡され、同社のホクハ31形となった。
主に元京王デハ2400形のホデハ261形と東西大手私鉄の小型車同士という組み合わせで使用された。両運転台構造であるが、片側は京王車の間接非自動加速、もう片側は京福福井オリジナル車の間接自動加速に対応する、異なる主幹制御器を装備していた。1974年の越前本線勝山駅 - 京福大野駅廃止時まで使用された。

### 野上電気鉄道
野上電気鉄道には861形4両（869,870,871,874）が譲渡された。874の電装を解除し、台車を交換してクハ201形201として竣工、871,869は台車・主電動機および集電装置を他社からの譲受品に変更し、それ以外の電装機器はそのまま流用してモハ51形51,52として竣工した。
しかし、流用した電動機の調子が思わしくなく、しかも床下機器が阪神時代のままで他車と連結出来ない為、運用が限定されたものとなり、やがて次第に使用されなくなり、早くも1972年頃には休車となってしまった。結局、野上では殆ど使用される事なく、1974年に廃車解体された。同時に入線した870は、車輌としては使用されず、他の3両とともに解体された。

### 高松琴平電気鉄道
高松琴平電気鉄道には881形16両（881,882,890,892 - 895,899 - 903,906,907,909,910）が譲渡され、30形（2代）となった。内訳は881,902,903,900,893,899,910,907,906,909,890,892,901→27 - 39と882,895,894→55 - 57である。
譲渡後、当初は志度線で使用されたが、志度線の1500V昇圧後全車長尾線で使用された。1976年12月26日に長尾線も1500Vに昇圧されたために、譲渡から約10年後の1977年1月17日付で全廃されたが、下回りは車体の数よりも多く導入され、元京急デハ230形の30形（3代）電動車等、長尾・志度線旧型車に多用された。現在も動態保存車等に使用されている。

## エピソード
- ニックネームは有名な「喫茶店」のほか、「床屋さん」とも呼ばれていた[23]。また、ファンや利用者の中にはデパートや食堂などの出入り口を連想することがあったという。
- 小型車といえども、パンタグラフを林立させて5 - 6連で快走する851形各形式の姿を、阪神タイガースの名遊撃手で牛若丸とあだ名された、吉田義男の小柄な姿と華麗で素早い守備にダブらせて回想するオールドファンもいた。
- 戦後になると敗戦と食糧不足の腹いせから乗客によって窓ガラスが割られるという事態も発生したが、阪神では百貨店のショーウインドウガラスを転用するなどして、その整備に尽力した。
- 851形各形式は、芦屋市で生まれ育ち、阪神電鉄に良く乗った鉄道ライターの川島令三が、幼年期からよく好んだ車両でもあった。
- 東急東横線・祐天寺駅近くにあるカレーショップ「ナイアガラ」には本形式の貫通扉が店舗内ドアとして使用されている。